# Aleșd
Aleșd (Ausspracheⓘ, ungarisch Élesd, slowakisch Aležd) ist eine Kleinstadt im Kreis Bihor in Rumänien.

## Lage
Aleșd liegt im Kreischgebiet im Norden des Apuseni-Gebirges, am rechten Ufer des Flusses Crișul Repede (deutsch Schnelle Kreisch). Die Kreishauptstadt Oradea befindet sich etwa 35 km westlich.

## Geschichte
Aleșd wurde vermutlich im 11. Jahrhundert gegründet und im Jahr 1291 unter dem Namen Villa Elusd erstmals urkundlich erwähnt. Es gehörte damals zum Königreich Ungarn. Der Ort befand sich ursprünglich am linken Ufer der Schnellen Kreisch, bevor die Bewohner im 13. Jahrhundert nach schweren Überflutungen auf eine Terrasse am anderen Flussufer umzogen. Nach dem Mongolensturm 1241/42 wurde etwa 5 km nördlich von Aleșd eine Burg (ung. Sólyomkő vára, dt. Falkenstein, rum. Piatra Șoimului), errichtet. Sie wurde 1306 erstmals erwähnt und entwickelte sich zum Zentrum einer Feudalherrschaft, zu der auch Aleșd gehörte. 1658 bis 1660 wurde sie und damit auch Aleșd von Constantin Șerban Basarab, dem vormaligen Fürsten der Walachei, 1660 bis 1692 von den Osmanen beherrscht, ansonsten von verschiedenen ungarischen Adelsfamilien. Ende des 17. Jahrhunderts wurde Aleșd Teil von Österreich-Ungarn. Nach dem Kuruzenkrieg erfolgte 1711 die Zerstörung der Burg auf Anordnung der habsburgischen Herrscher. Nach 1867 war der Ort Sitz eines Stuhlbezirkes im ungarischen Komitat Bihar.
1904 kam es in Aleșd zu einem Aufstand ungarischer und rumänischer Bauern, der brutal niedergeschlagen wurde. Am Ende des Ersten Weltkrieges gelangte Aleșd zu Rumänien, war dann zwischenzeitlich infolge des Zweiten Wiener Schiedsspruches von 1940 bis 1944 wieder ein Teil Ungarns. 1968 wurde der Ort zur Stadt erklärt.
Der Umbruch nach der Revolution 1989 führte zu ausgeprägten wirtschaftlichen Problemen, so dass Aleșd 1999 von der rumänischen Abgeordnetenkammer zur „benachteiligten Zone“ erklärt wurde.

## Bevölkerung
1880 lebten auf dem Gebiet der heutigen Stadt 3683 Menschen, dabei Rumänen und Ungarn etwa in gleicher Anzahl. 1400 Personen (vorwiegend Ungarn) lebten in Aleșd, die übrigen (meist Rumänen) in den drei heute eingemeindeten Orten. Im Jahr 1930 bezeichneten sich von den damals 4544 Einwohnern 2065 als Rumänen, 1789 als Ungarn, 347 als Juden, 313 als Slowaken, 15 als Deutsche und 13 als Roma. 1956 war die Zahl der Juden auf 65 gesunken. Bei der Volkszählung 2002 wurden in Aleșd 10.415 Einwohner registriert, darunter 7387 in der eigentlichen Stadt und 3028 in den eingemeindeten Orten. 6788 waren Rumänen, 1987 Ungarn, 953 Roma, 645 Slowaken und 28 Deutsche.

## Verkehr
Aleșd liegt an der wichtigen Bahnstrecke Oradea–Cluj Napoca. Am Bahnhof der Stadt – der auf der anderen Seite der Schnellen Kreisch liegt – halten auch Schnellzüge. Durch Aleșd führt die Europastraße 60.

## Sehenswürdigkeiten
- Rumänisch-Orthodoxe Kirche im Ortsteil Tinăud, 17. Jahrhundert
- Rumänisch-Orthodoxe Holzkirche im Ortsteil Peștiș, 18. Jahrhundert
- Burgruine Piatra Șoimului im Ortsteil Peștiș, 13. Jahrhundert
- Schloss Poiana Florilor, 19. Jahrhundert
- Denkmal für den Bauernaufstand 1904
- Sommermarkt Aleșdana im August

## Sport
Der örtliche Fußballverein Crișul Aleșd spielte von 1997 bis 2002 in der dritthöchsten Spielklasse, der Divizia C. Vor dem Start in die Saison 2002/03 zog sich der Klub in die Divizia D zurück, wo er bis Sommer 2003 von Zsolt Muzsnay gecoacht wurde. Anschließend wurde die Mannschaft vom Sommer 2003 bis Sommer 2004 von Sorin Pop, vom Sommer 2004 bis Sommer 2007 und vom Sommer 2008 bis Ende 2009 von Mircea Madar, sowie von August 2007 bis Sommer 2008 (als Spielertrainer und mit Mircea Madar als technischem Direktor) und von Februar 2010 bis zu seinem Rücktritt im November 2011 von Viorel Domocoș trainiert. Seit November 2011 ist Ciprian Fogoroși Chefcoach des Teams, das nach wie vor in der Liga IV in der Staffel des Kreises Bihor antritt.